# Éva Janikovszky
Dans le nom hongrois Janikovszky Éva, le nom de famille précède le prénom, mais cet article utilise l’ordre habituel en français Éva Janikovszky, où le prénom précède le nom.
Éva Janikovszky, née Éva Kucses, plus tard Éva Kispál, le 23 avril 1926 à Szeged – morte le 14 juillet 2003 à Budapest, est une écrivaine et éditrice hongrois.